# Serra Santa Bárbara e Pico Alto - Ilha da Terceira
Serra Santa Bárbara e Pico Alto - Ilha da Terceira este o arie protejată (arie specială de conservare — SAC, sit de importanță comunitară — SCI) din Portugalia întinsă pe o suprafață de 4.730,93 ha, integral pe uscat.

## Localizare
Centrul sitului Serra Santa Bárbara e Pico Alto - Ilha da Terceira este situat la coordonatele 38°44′00″N 27°17′31″W / 38.7333°N 27.2919°V.

## Înființare
Situl Serra Santa Bárbara e Pico Alto - Ilha da Terceira a fost declarat sit de importanță comunitară în iunie 1995 pentru a proteja 19 specii de plante și 15 specii de animale. Situl a fost protejat și ca arie specială de conservare în iunie 2009.

## Biodiversitate
Situată în ecoregiunea , aria protejată conține 20 de habitate naturale: Vegetație perenă pe țărmurile stâncoase, Faleze cu floră endemică de pe coastele macaroneziene, Ape stătătoare oligotrofe până la mezotrofe, cu vegetație de Littorelletea uniflorae și/sau de Isoëto-Nanojuncetea, Lacuri și iazuri distrofice naturale, Iazuri temporare mediteraneene, Pajiști macaroneziene cu vegetație endemică, Pajiști alpine și boreale, Tufărișuri termo-mediteraneene și de pre-deșert, Pajiști mezofile macaroneziene, Turbării active, Mlaștini oligotrofe degradate, capabile încă de regenerare naturală, Turbării de acoperire (* exclusiv pentru turbării active), Mlaștini turboase de tranziție și turbării mișcătoare, Pante stâncoase silicioase cu vegetație casmofită, Roci stâncoase cu vegetație pionieră de Sedo-Scleranthion sau Sedo albi-Veronicion dillenii, Peșteri inaccesibile publicului, Câmpuri de lavă și excavații naturale, Mlaștini împădurite, Păduri macaroneziene de dafin (Laurus, Ocotea), Păduri endemice cu Juniperus spp..
La baza desemnării sitului se află mai multe specii protejate:
- plante (19): Ammi trifoliatum, Arceuthobium azoricum, Culcita macrocarpa, Erica scoparia subsp. azorica, Euphorbia stygiana, Frangula azorica, isoëtes azorica (Isoetes azorica), Lactuca watsoniana, Marsilea azorica, Melanoselinum decipiens, Myosotis maritima, Picconia azorica, Prunus lusitanica subsp. azorica, Rumex azoricus, Sanicula azorica, Scabiosa nitens, Spergularia azorica, Trichomanes speciosum, Woodwardia radicans
- păsări (15): rață pitică (Anas crecca), rață mare (Anas platyrhynchos), stârc cenușiu (Ardea cinerea), pietruș (Arenaria interpres), Calidris alba, Calonectris diomedea, prundăraș de sărătură (Charadrius alexandrinus), Columba palumbus azorica, egretă mică (Egretta garzetta), lișiță (Fulica atra), găinușă de baltă (Gallinula chloropus), Larus marinus, pescăruș râzător (Larus ridibundus), Numenius phaeopus, Sterna dougallii

Pe lângă speciile protejate, pe teritoriul sitului au mai fost identificate 55 de specii de plante, 13 specii de păsări, 1 specie de amfibieni, 1 specie de mamifere.